# Kolfe Keranio
Kolfe Keranio (en amharique ኮልፌ ቀራንዮ) est l'un des dix districts (en amharique ክፍለ ከተማ, transcription en alphabet latin kifle ketema, généralement traduit en anglais par subcity) d'Addis-Abeba, la capitale de l'Éthiopie. Situé à l'ouest de la ville, il représente 61,25 km2 pour 546 219 habitants.

## Sources
- Kolfe Keraneo Sub-City Administration sur Addis Ababa City Government